# 静岡県立浜松商業高等学校
静岡県立浜松商業高等学校（しずおかけんりつ はままつしょうぎょう こうとうがっこう）は静岡県浜松市中央区に所在する公立の商業高等学校。通称「浜商」（はましょう）。
1899年創立と歴史は古く、地元財界などにも多くの人材を輩出している。
運動部、文化部ともに活動は盛ん。硬式野球部、陸上部、吹奏楽部をはじめとして全国でも活躍がみられる。

## 設置学科
- 全日制課程
  - 情報処理科
  - 商業科

## 沿革
- 1899年4月12日 - 乙種程度をもって浜松町立商業学校として元城町齢松寺境内に開設
- 1901年4月 - 組織を変更して甲・乙両種商業科を設置
- 1903年10月 - 浜松市三組町に移転
- 1911年9月7日 - 市制施行に伴い、浜松市立商業学校と改称
- 1922年4月1日 - 県立に移管、静岡県立浜松商業学校と改称
- 1929年4月1日 - 静岡県立浜松第二商業学校（夜学）を併設
- 1936年9月27日 - 現在地に移転
- 1944年3月31日 - 静岡県立浜松第二工業学校に転換、機械科・金属工業科・電気通信科を設置
- 1946年3月22日 - 静岡県立浜松第二工業学校を廃止、静岡県立浜松商業学校に復帰
- 1947年4月1日 - 新制中学校を併設
- 1948年4月1日 - 静岡県立浜松商業高等学校と改称、商業科の全日制・定時制課程を設置
- 1968年4月1日 - 全日制課程に貿易科を設置
- 1971年4月1日 - 全日制課程に経理科と事務管理科を設置
- 1973年4月1日 - 事務管理科を情報処理科に変更
- 1978年4月5日 - 硬式野球部が第50回選抜高等学校野球大会で優勝
- 1990年4月1日 - 貿易科を国際経済科に変更
- 1994年4月1日 - 全日制課程学科改編（経理科・会計科・情報処理科・国際経済科）
- 1998年4月1日 - 会計科を廃止
- 1999年 - 創立100周年
- 2004年10月27日 - 軟式野球部が第59回国民体育大会（彩の国まごころ国体）で優勝
- 2006年4月1日 - 定時制商業科の生徒募集を停止
- 2009年3月7日 - 定時制商業科を廃止
- 2014年4月1日 - 商業科を設置、経理科及び国際経済科の生徒募集を停止

## 部活動
水泳部・陸上部・硬式野球部・軟式野球部が全国大会で優勝している。

## 不祥事

### 野球部監督謹慎処分
2021年12月17日、日本学生野球協会は審査室会議を開き、野球部員への暴力と報告義務違反のあった高岸佳宏監督を12月30日まで2カ月の謹慎、行為の隠蔽があった部長と副部長を2022年4月30日まで6カ月の謹慎とした。
浜松商監督が外部コーチだった5月ごろ、ミーティングで部員1人の態度を注意するため、平手で頬を殴った。さらに県高野連への報告が遅れた。監督ら3人は10月31日から自主謹慎した。山下国浩副校長は「決定を真摯（しんし）に受け止め、再発防止に努める」とした。

### 剣道部顧問不適切指導
2022年4月、剣道部の顧問を務める50代の男性教諭が、練習中に男子生徒を組み伏せる暴力を行い、「不適切だった」と生徒や保護者に謝罪していたことが分かった。静岡県教委は今後、学校の詳細な報告を踏まえて体罰に当たるかなどを判断するとした。
県教委高校教育課によると、教諭は練習中に3年生部員の上に馬乗りになるなどしたという。生徒の保護者から相談を受けた学校が部員らに聞き取りを行うなどして事実関係を確認し、保護者会で「行き過ぎた指導だった」と謝罪した。聞き取りに対し、「恐怖心を感じた」と訴える部員もいた。
教諭は部活動の指導から外れている。西村智子副校長は、「教職員間で共有して、再発防止に努める」とした。

### 女湯のぞき退学処分
2021年6月19日、水泳部の男女数十人が夏の県大会予選のため宿泊していた富士市内の老舗ホテルにおいて、4人の男子部員たちが女湯の覗き見を行い盗撮行為を行ったもの。女風呂では1年生の女子部員4名が入浴中だった。
結果として盗撮した生徒だけでなく、少しでものぞきに加担した生徒、それらの行為を笑って見ていた部員も同罪と扱われ、1学期のおわりに1年生から3年生まで含めた計8人が転学や自主退学を迫られることになった。盗撮を実行した生徒など4人は退学したが、騒動を見ていただけの部員は納得いかず、2学期のはじめに登校したが教室には入れてもらえず、言い分も聞き入れられることなく退学となった。騒動を見ていただけの部員をはじめスマホを上級生に貸した生徒、覗きを試みた生徒、計3名の生徒の保護者は、校長と県を相手に退学取り消しを求める裁判を起こした。退学処分の無効を求めた裁判では「部員1名は、盗撮の様子を笑って見ていたが、盗撮をしたり、のぞきをしたまでは認められない」「校長の判断は裁量権の範囲を逸脱又は濫用したものであり違法である」と主張が認められた。一方で、騒動を見ていただけの部員以外の2名に対しては、実際にのぞきを試みたり、盗撮用に部員にスマホを貸したりした事実を踏まえ、退学処分を「適法」とした。

## 著名な出身者
- 宮下孝吉 - 神戸大学名誉教授
- 長谷川保 - 政治家、聖隷福祉事業団創設者
- 鈴木章介 - 前同窓会長、野球
- 小池兼司 - 野球
- 河合礼爾 - 野球
- 大隅潔 - 記者、相撲評論家
- 船田和英 - 野球
- 佐野真樹夫 - 野球
- 杉田久雄 - 野球
- 榊原良行 - 野球
- 森下知幸 ‐ 元野球部監督
- 樽井徹 - 第50回選抜高等学校野球大会優勝選手
- 佐野心 - 野球
- 佐藤太陽- 野球
- 安間貴義 - サッカー
- 鈴木秀人 - サッカー
- 東間勇気 - サッカー
- 和久田武 - 政治家
- 久保ひとみ - タレント
- 小池清通 - 写真家
- 河村唯 - 元アイドリング!!!
- 重野哲之 - 競艇選手
- 長谷晴久 - オートレース
- 岡井富喜子 - 柔道
- 杉本智美 - アーチェリー
- 伊藤達彦 (陸上選手)
- 漢人陽子 - 競泳
- 野田一雄 - 競泳
- Fumiya - タレント、YouTuber
- 伊藤篤司 - バスケットボール

## 著名な教職員・関係者
- 高岸佳宏 - 前同校硬式野球部監督

## アクセス
- 浜松駅バスターミナル1のりばより、30舘山寺線・36大塚ひとみヶ丘線・37大久保線 ｢浜商前｣停留所から、徒歩約5分
- 通常登校時に限り、常盤町バス停（遠州病院駅より徒歩で接続可能）より、浜松北高・浜松学院大学・浜商前行きのバスの運行もある。（一部便は、浜松駅１のりば発）

## その他
- 国家資格の基本情報技術者試験（FE）の午前科目免除制度の認定校となっている[5][6]。